# فرمان و تسخیر (بازی ویدئویی ۱۹۹۵)
«فرمان و تسخیر» (انگلیسی: Command & Conquer (1995 video game)) یک بازی ویدئویی در سبک راهبرد بی‌درنگ است که توسط ویرجین اینتراکتیو و در سال ۱۹۹۵ منتشر شد. «فرمان و تسخیر» در پلت‌فرم مایکروسافت ویندوز منتشر شده‌است.